# Nolini Kanta Gupta
Nolini Kanta Gupta (* 13. Januar 1889 in Faridpur, Präsidentschaft Bengalen; † 7. Februar 1984) war ein indischer Freiheitskämpfer, Autor, Dichter und Schüler Sri Aurobindos. Mehrere Jahrzehnte lang war er Generalsekretär des Sri Aurobindo Ashrams. 

## Kindheit und Jugend
Nolini Kanta Gupta wuchs in Rangpur auf und besuchte später das Presidency College in Kalkutta. Nach der Teilung Bengalens 1905 seitens der britischen Kolonialmacht schloss er sich einer Gruppe lokaler Revolutionäre an, um für die Freiheit Indiens zu kämpfen. Im Jahr 1908 wurde er verhaftet und verbrachte zusammen mit Sri Aurobindo ein Jahr in Untersuchungshaft. Nach seinem Freispruch arbeitete er für zwei Zeitungen, die Sri Aurobindo herausgab.

## Tätigkeit im Sri Aurobindo Ashram
Sri Aurobindo war im Jahr 1910 von Kalkutta nach Pondicherry in Südostindien übergesiedelt. Sechs Monate später reiste ihm Gupta nach und schloss sich 1926 endgültig der neu begründeten Gemeinschaft des Sri Aurobindo Ashrams an. Mehr als sechzig Jahre lang hatte er das Amt des Generalsekretärs des Ashrams inne und wurde auch zu einem der Treuhänder des Ashram Trust ernannt. Ferner unterrichtete er in der Ashram-Schule, dem International Centre of Education, veröffentlichte zahlreiche Werke in Englisch und Bengali und war Herausgeber einiger Zeitschriften.

## Schriften
- Nolini Kanta Gupta (2012), The Mother Abides. Final Reflections 1973–1983. Pondicherry, Sri Aurobindo Ashram
  - Übers. (2019), Die Mutter bleibt. Letzte Betrachtungen 1973–1983. Auro Media Verlag, ISBN 978-3-96387-028-6 (E-Book)